# Pátek třináctého (film, 1980)
Pátek třináctého (v anglickém originále Friday the 13th) je americký hororový film z roku 1980 režiséra Seana S. Cunnighama. Ve filmu účinkují Betsy Palmer, Adrienne King, Harry Crosby a také v jedné ze svých prvních rolí Kevin Bacon. Snímek sleduje skupinu teenagerů, kteří pracují na znovuotevření kempu, kde se před lety utopil chlapec. Teenageři jsou postupně vražděni tajemným zabijákem.
Pátek třináctého se inspiroval úspěchem Halloweenu Johna Carpentera a byl vytvořen za pouhých 0,5 milionů USD. Po svém uvedení snímek sklidil smíšené reakce od kritiky, ale okamžitě se stal komerčním trhákem, když pouze ve Spojených státech vynesl 39,7 milionu dolarů a stal se tak jedním z nejúspěšnějších snímků svého žánru ve filmové historii. Film se také stal prvním svého druhu, který byl ve Spojených státech distribuován velkým studiem - Paramount Pictures. Úspěch filmu vedl k natočení celé série filmů, crossoveru s Freddym Kruegerem a remakeu.

## Děj
Film začíná v roce 1958, když dva instruktoři letního tábora u Křišťálového jezera odcházejí od tábořiště, aby měli sex. Než se stihnou svléknout, neznámý útočník pronikne do jejich pokoje a oba je zabije.
Děj pokračuje v pátek třináctého v létě 1980. Mladá žena Annie se v restauraci ptá na cestu do tábora u Křišťálového jezera. Všichni jsou tím šokovaní. Řidič Enos ji ve svém autě doveze blíže k táboru. Než odjedou, bláznivý Ralph Annie varuje, že ona i všichni ostatní v táboře jsou odsouzeni k záhubě. Během jízdy Enos prozradí Annie, že v roce 1957, rok před vraždami ze začátku filmu, se v táboře utopil chlapec, následovaly různé požáry a otrávená voda. Když Annie vystoupí z Enosova auta, nastoupí do dalšího. Druhý řidič, jehož tvář není nikdy odhalena, Annie zabije, po marných pokusech uprchnout, říznutím do krku pomocí velkého loveckého nože.
Ostatní instruktoři (Ned, Jack, Bill, Marcie, Brenda a Alice) spolu s majitelem tábora Stevem Christym v táboře opravují chaty a příslušenství. Když se k táboru blíží bouře, Steve odjede, aby pořídil více zásob. Neidentifikovaný vrah začne postupně zabíjet instruktory. Prvním mrtvým je Ned, kterému podřízne krk. Následuje Jack, jenž je napíchnutý zpod postele šipkou, a Marcie, která je zabita sekerou.
V hlavní chatě mezitím Alice, Brenda a Bill hrají svlékací monopoly. Brenda brzy odejde do své chatky. Když si čte knížku, slyší venku jakoby dětský pláč a volání "Pomoz mi". Když jde ven zjistit, co to je, náhle zhasne světlo a Brenda je mimo záběr zabita. Alice řekne Billovi, že se jí zdálo, že slyší křičet Brendu, a tak jdou společně zjistit, co se stalo. V Brendině posteli najdou krvavou sekeru. Když se pokusí zavolat policii, zjistí, že telefony nefungují a když se snaží odjet, auto nestartuje. Když se do tábora vrací Steve, je rovněž zabit a vypadá to, že zná svého útočníka, který je opět mimo záběr. V táboře se Bill vydá zkontrolovat napájecí generátor. Když se nevrací, Alice se ho vydá hledat. Najde jeho tělo s rozříznutým krkem připnuté ke dveřím několika šípy. Alice se vydá do hlavní chaty a schová se. Po nějaké době ticha je mrštěno Brendino tělo do okna.
Alice uslyší venku auto a myslí si, že je to Steve, a tak se vydá ven, aby ho varovala. Místo toho najde ženu, která se představí jako paní Voorheesová a tvrdí, že je "stará přítelkyně Christyových". Alice se jí pokusí hystericky povědět o vraždách. Paní Voorheesová je zděšená, když vidí Brendino tělo, ale brzy prozradí, že je matkou chlapce, který se utopil v jezeře v roce 1957 a který by měl toho dne právě narozeniny. Hovoříc spíše k sobě, obviňuje z utopení svého syna Jasona instruktory, kteří souložili a nezajímali se tak o děti. Paní Voorheesová se začne chovat násilnicky a vytáhne na Alice nůž. Začne dlouhá honička, během níž Alice objeví těla Stevea a Annie. Několikrát se Alice a paní Voorheesová setkají a pokaždé Alice věří, že ji porazila. Během posledního zápasu se Alice rozhodne utnout jí hlavu její vlastní mačetou.
Potom Alice nastoupí na kánoi a plaví se do středu jezera. Když vychází slunce, rozkládající se tělo syna paní Voorheesové Jasona na Alici zaútočí právě, když přijela policie. Když je zatažena pod vodu, Alice se probudí ze své noční můry v nemocnici, kde jí seržant Tierney oznámí, že ji vytáhli z jezera. Alice se dozví, že jsou všichni mrtví a když se zeptá na Jasona, Tierny jí řekne, že žádného chlapce nenašli, což ji vede k domněnce, že je chlapec stále tam.

## Obsazení
| Betsy Palmer      | Pamela Voorheesová   |
| Adrienne King     | Alice Hardyová       |
| Jeannine Taylor   | Marcie Cumminghamová |
| Robbi Morgan      | Annie                |
| Kevin Bacon       | Jack Burrel          |
| Harry Crosby      | Bill                 |
| Laurie Bartram    | Brenda               |
| Mark Nelson       | Ned Rubinstein       |
| Peter Brouwer     | Steve Christy        |
| Rex Everhart      | řidič Enos           |
| Ronn Carroll      | seržant Tierney      |
| Ron Millkie       | Dorf                 |
| Walt Gorney       | bláznivý Ralph       |
| Willie Adams      | Barry                |
| Debra S. Hayes    | Claudette            |
| Dorothy Kobs      | Trudy                |
| Sally Anne Golden | Sandy                |
| Ari Lehman        | Jason Voorhees       |
| Ken L. Parker     | doktor               |

## Výroba

### Vývoj
Pátek třináctého byl režírovaný a produkovaný Seanem S. Cunninghamem, který předtím spolupracoval s Wesem Cravenem na filmu The Last House on the Left. Cunningham inspirovaný Halloweenem Johna Carpentera a filmy Maria Bavy chtěl, aby byl Pátek třináctého šokující, vizuálně ohromující a aby diváka přinutil vyskočit ze sedadla. Protože se chtěl odpoutat od The Last House on the Left, chtěl, aby byl Pátek třináctého jako "jízda na horské dráze".
Tento film měl být "opravdu děsivým snímkem" a zároveň chtěl přimět obecenstvo se smát. Původním pracovním názvem bylo "Long Night at Camp Blood", ale Cunningham věřil ve svou přezdívku "Friday the 13th" a rychle umístil do časopisu Variety reklamu s tímto titulem. Protože se obával, že práva na titul vlastní někdo jiný, začal Cunningham jednat okamžitě. Požádal newyorskou reklamní agenturu, aby zpracovala jeho koncept loga filmu, které bylo vytvořeno z velkých tiskacích písmen, která tříští sklo. Nakonec Cunningham uvěřil, že s názvem nejsou žádné problémy, ale distributor George Mansour prohlásil: "Před naším filmem existoval jiný nazvaný Friday the 13th: The Orphan. Průměrně úspěšný. Ale někdo stále hrozil žalobou. Nevím, jestli je Phil (Scuderi) vyplatil, ale bylo to nakonec vyřešeno." Natáčení probíhalo v New Jersey na podzim 1979.

### Scénář
Scénář napsal Victor Miller, který později začal psát scénáře různých televizních soap oper. Miller měl radost z toho, že vytvořil masového vraha, který byl zároveň něčí matkou, vraha, jehož jedinou motivací byla láska k jeho dítěti. "Vzal jsem mateřství a postavil ho na hlavu a myslím, že to byla báječná zábava. Paní Voorheesová je matkou, kterou jsem vždycky chtěl - matka, která by pro děti zabíjela." Millerovi se nelíbilo rozhodnutí tvůrců udělat v pokračováních vraha z Jasona. "Jason byl už od samého začátku mrtvý. Byl oběť, ne padouch." Myšlenka, že se Jason na konci filmu objeví, původně nebyla součástí scénáře a pochází ve skutečnosti od maskéra Toma Saviniho. Savini řekl: "Jediným důvodem pro cliffhanger na konci bylo, že jsem právě viděl Carrie, a tak jsme si mysleli, že potřebujeme něco, co by vás zdvihlo ze židle, a tak jsem řekl, ať zapojíme Jasona."

## Pokračování
Do roku 2009 se Pátek třináctého dočkal deseti pokračování, včetně crossoveru s Freddym Kruegerem, masovým vrahem z Noční můry v Elm Street, s názvem Freddy vs. Jason. Pátek třináctého 2 představil Jasona Voorheese, syna paní Voorheeseové, jako hlavní zápornou postavu. Stejnou roli Jason zaujal i ve zbývajících pokračováních (s výjimkou pátého filmu). Samotný první díl se dočkal v roce 2009 remakeu Pátek třináctého.